# Маркези, Луиджи
Луиджи Людовико Маркези (итал. Luigi Ludovico Marchesi, 8 августа 1754 — 14 декабря 1829) — известный итальянский певец-кастрат. Брат Томмазо Маркези.

## Биография
Луиджи Маркези родился 8 августа 1754 года в Милане. В 11 лет стал младшим сопрано в хоре Миланского собора.
Дебютировал молодой певец в 1774 году в Риме в «Театре-делле-Даме» в опере «Служанка-госпожа» Перголези с женской партией.
В следующем году во Флоренции он снова исполнил женскую роль в опере Бьянки «Кастор и Поллукс». Маркези пел также женские партии в операх П. Анфосси, Ф. Алессандри, П. А. Гульельми.
Большую известность Маркези приобрел, выступив в 1779 году в миланском театре «Ла Скала», где в следующем году его триумф в «Армиде» Мысливечека был отмечен серебряной медалью.
В 1782 году в Турине Маркези добился грандиозного успеха в опере Бьянки «Триумф мира». Результатом стало назначение его придворным музыкантом при дворе короля Сардинии с ежегодным жалованием 1500 пьемонтских лир и разрешением гастролировать за границей девять месяцев в году.
В 1784 году Маркези участвовал в первом исполнении оперы «Артаксеркс» Чимарозы.
После успешных выступлений в Италии и Германии Маркези в 1785 году добрался даже до Санкт-Петербурга, но, напуганный холодным климатом и трениями внутри труппы, в частности с Луизой Тоди, поспешно уехал в Вену, где провел следующие три года.
В 1788 году он очень удачно выступил в Лондоне, где его провозгласили величайшим певцом современности. Тогда же состоялось дружеское соревнование двух известных певцов-кастратов, Маркези и Паккьеротти, на частном концерте в доме лорда Бэкингема.
Известный английский меломан, лорд Маунт-Эджкамб, так писал о произведённом Маркези впечатлении:

«В это время Маркези был очень красивым молодым человеком, с прекрасной фигурой и грациозными движениями. Его игра была одухотворенной и выразительной, вокальные способности совершенно неограниченными, голос поражал своим диапазоном, хотя и был чуть глуховат. Он хорошо исполнял свою роль, но создавалось впечатление, что он слишком любуется собой; кроме того, ему лучше удавались бравурные эпизоды, чем кантабиле. В речитативах, энергичных и страстных сценах ему не было равных, и, будь он менее привержен мелизмам, не всегда уместным, и обладай он более чистым и простым вкусом, его исполнение было бы безупречным: во всяком случае, он всегда оживлён, блестящ и ярок. Для своего дебюта он выбрал прелестную оперу Сарти „Юлий Сабин“, в которой все арии главного героя (а их много, и они очень разнообразны) отличает тончайшая выразительность. Все эти арии мне знакомы, я слышал их в исполнении Паккьеротти на вечере в частном доме, и теперь мне недоставало его нежной экспрессии, особенно в последней патетической сцене. Мне казалось, что слишком цветистый стиль Маркези повредил их простоте. Сравнивая этих певцов, я не мог восхищаться Маркези так, как восхищался им раньше, в Мантуе или в других операх здесь, в Лондоне. Его принимали оглушительной овацией».
В это же время Маркези стал причиной громкого скандала, когда супруга рисовавшего его миниатюриста, Мария Косвей, бросила мужа и детей и стала ездить за ним по всей Европе.
В 1790 году Маркези дебютировал в венецианском театре «Сан-Бенедетто» в опере Тарки «Апофеоз Геракла». Венецианское общество развлекалось соперничеством между Маркези и португальской примадонной Луизой Тоди, певшей в театре «Сан-Самуэле». Дошло до того, что стали распространяться слухи об отравлении и смерти певца, однако Маркези продолжал свои выступления в Венеции (в частности в «Ла Фениче») ещё несколько лет.
В 1796 году Маркези отказался петь перед Наполеоном в Милане, за что мгновенно стал национальным героем.
В 1801 году Маркези пел в опере Майра «Гиневра Шотландская» вместе с Терезой Бертинотти на открытии «Нового театра» в Триесте.
Маркези обладал голосом мягкого тембра и виртуозной колоратурной техникой. Коронным приемом его была так называемая «бомба Маркези», когда при исполнении хроматических пассажей последняя верхняя нота пропевалась им особенно мощно и сильно. Можно представить себе бешенство Маркези, когда его повторила английская певица Нэнси Сторас на их совместном выступлении во флорентийском оперном театре.
В 1806 году он покинул сцену и переехал на свою виллу в Инцаго недалеко от Милана, однако продолжал устраивать частные концерты вплоть до 1820 года.
Луиджи Маркези скончался в Инцаго 14 декабря 1829 года.

## Интересные факты
- Маркези очень любил выставлять себя напоказ, превзойдя в этом даже Каффарелли. Он часто настаивал на том, что должен появляться на сцене, спускаясь с холма верхом на лошади, обязательно в шлеме с разноцветным плюмажем высотой не менее ярда. О его выходе должны были возвещать фанфары или трубы, а выступление должно было начинаться с одной из его любимых арий — чаще всего «Mia speranza, io pur vorrei», которую специально для него написал Сарти, — независимо от исполняемой роли и ситуации.

- Маркези — один из персонажей исторического романа Свена Дельбланка «Кастраты».